# Miguel Borge Martín
Miguel Borge Martín (San Miguel de Cozumel, Quintana Roo; 30 de octubre de 1943) es un político mexicano, miembro del Partido Revolucionario Institucional. Entre 1987 y 1993 fue gobernador del estado de Quintana Roo. 
Primo del empresario textil Kamel Nacif Borge y tío de Roberto Borge Angulo, quien fue gobernador de Quintana Roo de 2011 a 2016.

## Inicios
Miguel Borge Martín es Ingeniero Aeronáutico egresado el Instituto Politécnico Nacional, tiene una maestría en la Universidad de Brown y un doctorado en la Universidad de París; fue catedrático del Instituto Politécnico Nacional, la Universidad Iberoamericana y la Universidad Nacional Autónoma de México. 

## Vida política
De 1974 a 1975 fue asesor del gobernador de Quintana Roo David Gustavo Gutiérrez, de 1975 a 1978 fue director general de Vivienda en el gobierno de Jesús Martínez Ross y de 1981 a 1982 secretario de Desarrollo Económico del estado en el gobierno de Pedro Joaquín Coldwell, renunció a dicho cargo para ser postulado candidato del PRI y electo senador por Quintana Roo para las Legislaturas LII y LIII de 1982 a 1988, pero en 1986 fue postulado como candidato a Gobernador de Quintana Roo y electo a partir de 1987, gobernó hasta 1993.

## Gobernador del Estado de Quintana Roo
Durante su sexenio se crea la Dirección General del Fondo para el Desarrollo Turístico Integral del Estado Quintana Roo como un organismo dependiente de la Secretaría de Turismo en el Estado.

### Huracán Gilberto
El 14 de septiembre de 1988 el estado es golpeado por el  Huracán Gilberto de categoría 5, entando por la isla de Cozumel con vientos sostenidos de 287 km/h, ráfagas de 340 km/h y una presión de 900 mb, que lo convirtió en el huracán más intenso en tocar tierra en México (superado en 2005 por Huracán Wilma).
Su paso causó gran destrucción en el norte del estado y las reposiciones económicas y sociales durarían años. En Cancún, Gilberto produjo olas de 7 metros de alto, llevándose el 60% de las playas de la ciudad.; la marejada de la tormenta penetró hasta 5 km tierra adentro. Una pérdida adicional de $87 millones (1989 USD), se debe a un descenso en el turismo en los meses de octubre, noviembre y diciembre de 1988. Más de 5000 turistas estadounidenses fueron evacuados de Cancún. Los restos de la defoliación causada en la selva impulsaron grandes incendios en la primavera de 1989, quemando 1200 km².
Con la destrucción parcial de la Zona Hotelera de Cancún su administración se da a la tarea a través de la Secretaría de Turismo de promocionar nuevamente ese destino turístico a nivel internacional, y se empieza a desarrollar como un proyecto de gran importancia el "Corredor Turístico Cancún - Tulúm".

### Impulsor de la cultura
Durante su sexenio se crearon el Museo de la Guerra de Castas (en Tihosuco) y el Museo de la Cultura Maya (en Chetumal), además de la Orquesta Sinfónica de Quintana Roo y la Escuela Estatal de Danza, entre otras instituciones.

### Fundación de la Universidad de Quintana Roo
Para los inicios de los años 90´s la oferta académica después de la preparatoria o bachillerato era nula. En respuesta, gestó la creación de la primera universidad en el estado. Es así que el 31 de mayo de 1991 por decreto del  Gobernador del Estado de Quintana Roo  y en compañía de Presidente Carlos Salinas de Gortari funda la Universidad de Quintana Roo.  Razón por la cual el 16 de julio de 2010 Recibe el "Doctorado Honoris Causa" otorgado por esta casa de estudios.
Al terminar su periodo gubernamental fue designado Director de la Oficina de Visitantes y Convenciones de Cancún durante el gobierno de Joaquín Hendricks Díaz.